# فاكوندو أغيري
فاكوندو أغيري (بالإسبانية: Facundo Aguirre)‏ هو متزحلق جبال الألب أرجنتيني، ولد في 9 ديسمبر 1985 في جنرال روكا، ريو نيغرو في الأرجنتين.

## وصلات خارجية
- فاكوندو أغيري على موقع أوليمبيديا (الإنجليزية)